# Bodang
Bodang is een bestuurslaag in het regentschap Lumajang van de provincie Oost-Java, Indonesië. Bodang telt 6047 inwoners (volkstelling 2010).